# Ієн Браун (яхтсмен)
Ієн Браун (англ. Ian Brown, 1954) — австралійський яхтсмен.
Бронзовий призер Олімпійських Ігор 1976 року в класі 470.